# Alfred Brendel

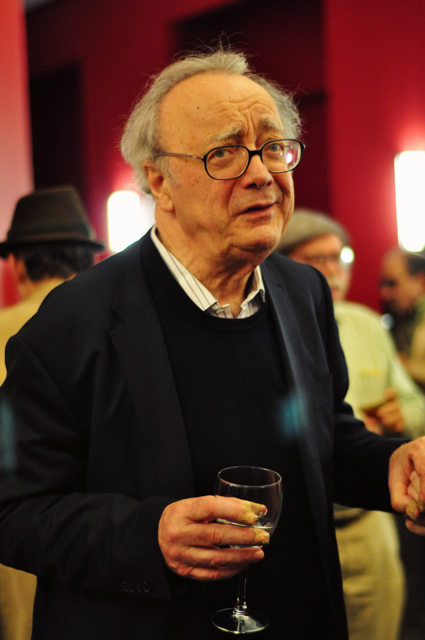
Alfred Brendel, 2011

Alfred Brendel, KBE (* 5. Januar 1931 in Wiesenberg, Okres Šumperk, Tschechoslowakei; † 17. Juni 2025 in London) war ein österreichischer Pianist und Essayist. Er gilt als einer der bedeutendsten Interpreten klassischer und romantischer Klaviermusik und wurde mit zahlreichen Preisen ausgezeichnet. Brendel war der erste Pianist, der nahezu alle Klavierwerke Ludwig van Beethovens einspielte. Im Dezember 2008 zog er sich aus dem Konzertleben zurück.

## Leben
In Brendels drittem Lebensjahr zog die Familie nach Jugoslawien, wo die Eltern eine Pension auf der Adriainsel Krk unterhielten. Er besuchte die Schule in Zagreb und erhielt dort im Alter von sechs Jahren Klavierunterricht bei Sofija Deželić. Der Komponist Franjo Dugan unterrichtete ihn in Harmonielehre. Nachdem die Familie 1943 nach Graz übersiedelt war, studierte er Klavier bei Ludovika von Kaan und erhielt privaten Kompositionsunterricht von Artur Michl.
1947 legte er extern an der Akademie für Musik und darstellende Kunst in Wien die Staatsprüfung im Fach Klavier ab. Als Pianist debütierte er 1948 in Graz mit Werken von Johann Sebastian Bach, Johannes Brahms, Franz Liszt und Gian Francesco Malipiero. 1949 begründete er seine internationale Karriere als Preisträger beim Busoni-Wettbewerb in Bozen. Der Busoni-Preis leitete eine intensive Konzerttätigkeit ein, die ihn 1963 erstmals nach Australien und in die Vereinigten Staaten führte. In den Jahren 1949, 1950 und 1958 besuchte er Meisterkurse bei Edwin Fischer. Brendel nahm auch einzelne Stunden bei Paul Baumgartner und Eduard Steuermann. 1950 zog er nach Wien. Im Rahmen der Festwochen gab er dort 1960 gemeinsam mit Jörg Demus und Paul Badura-Skoda Meisterkurse. 1971 ließ er sich in London nieder.
Alfred Brendel starb im Juni 2025 im Alter von 94 Jahren in London.

## Persönliches
Brendel war zwei Mal verheiratet. Seine erste Ehe führte er von 1960 bis 1972 mit Iris Heymann-Gonzala, ihr entstammt die Tochter Doris. 1975 heiratete er Irene Semler und hatte mit ihr drei Kinder, den Sohn Adrian und die beiden Töchter Katharina und Sophie.

## Repertoire und Entwicklung
Brendel gilt als einer der bedeutendsten Interpreten klassischer und romantischer Klavierliteratur und wird in eine Reihe mit Artur Schnabel, Wilhelm Kempff, Edwin Fischer und Wilhelm Backhaus gestellt. Sein weit gespanntes Repertoire grenzte er im Laufe der Zeit vor allem auf Joseph Haydn, Wolfgang Amadeus Mozart, Ludwig van Beethoven und Franz Schubert ein. Auch als Kammermusiker trat Brendel hervor und begleitete Sänger wie Eberhard Waechter, Hermann Prey, Matthias Goerne und vor allem Dietrich Fischer-Dieskau, mit dem er zahlreiche Werke einspielte.
Brendel wurde häufig für seine werktreuen Interpretationen gelobt, eine Einschätzung, an der er selbst in Interviews und Schriften mitgewirkt hat. Er wolle dem Komponisten nicht „zu verstehen geben, was er eigentlich hätte komponieren sollen“. Die Werktreue sei keine Einschränkung, da jede Komposition einen Rahmen vorgebe, in dem sich der Interpret frei bewegen könne. Brendel war weder Wettbewerbssieger noch Wunderkind. Unter den österreichischen Pianisten wie Paul Badura-Skoda, Ingrid Haebler, Jörg Demus und Friedrich Gulda begann er nicht als führender Interpret, erzielte aber die nachhaltigste Wirkung. Seinen frühen Ruhm verdankt er vor allem der Schallplatte. Viele Kompositionen der Wiener Klassiker hat er in seiner mehr als 40 Jahre andauernden Schallplatten-Karriere mehrfach aufgezeichnet. Die meisten Einspielungen zeugen laut Gregor Willmes von akribischer Detailarbeit und großem Formverständnis.
Von etwa 1955 bis 1965 arbeitete er mit dem amerikanischen Plattenlabel Vox Productions. Anschließend hatte er einen Vertrag bei Vanguard Records und wechselte 1970 zu Philips Classics.
Nachdem er in seiner ersten Aufnahme für Vox Sergei Prokofjews fünftes Klavierkonzert gespielt hatte, kam er nicht mehr auf den Komponisten zurück. Auch Werke Igor Strawinskys, etwa dessen Petruschka-Suite, spielte er nur am Anfang seiner Karriere.
Brendel war der erste Pianist, der nahezu das gesamte Klavierwerk Ludwig van Beethovens einspielte. Eine wichtige Rolle spielte hierbei auch George Mendelssohn, der Gründer von Vox Productions, der sich nach dem Zweiten Weltkrieg sehr rasch dafür ausgesprochen hatte, längere Zyklen aufzunehmen. Die erste Gesamtaufnahme der Klaviersonaten bei Vox wurde mit dem französischen Musikpreis Grand Prix du Disque ausgezeichnet.
Dass Brendel sich immer wieder mit denselben Kompositionen auseinandersetzte, begründete er damit, „nicht schnell zufrieden“ zu sein. In der Reihe der Aufnahmen ist eine Entwicklung erkennbar. Sie führt von einer klanglich runden, auf die große Form bedachten Interpretation zu einer stärkeren Differenzierung, bei der Brendel bestimmte musikalische Details herausarbeitete. Dies lässt sich etwa bei den Beethoven-Zyklen beobachten. Nach den Aufnahmen bei Vox folgten zwei weitere Einspielungen der Klaviersonaten für Philips, die in den Jahren 1977 und 1997 von der deutschen Schallplattenkritik ausgezeichnet wurden. Die Klavierkonzerte Beethovens wiederum nahm er viermal auf. Die letzte Aufnahme mit den Wiener Philharmonikern unter der Leitung von Simon Rattle gehört zu den Referenzeinspielungen.
Neben Haydn, Mozart, Beethoven und Schubert setzte er sich immer wieder mit Franz Liszt auseinander und spielte zahlreiche Kompositionen ein. So nahm er einige Opernparaphrasen, den Totentanz, den ersten  Mephisto-Walzer, die Harmonies poétiques et religieuses, die Paganini-Etüden und etliche andere Stücke bereits in frühen Jahren auf. Die Tontechnik bei Vox war zeitbedingt allerdings bescheiden, so dass sich der orchestrale Klang der Klavierwerke erst in späteren Aufzeichnungen entfalten konnte. Das zeigt sich etwa bei den Années de pèlerinage, die Brendel 1986 für Philips aufnahm.
Brendel plädierte mehrfach dafür, Johann Sebastian Bachs Musik für Tasteninstrumente nicht auf dem modernen Flügel zu interpretieren. Dennoch spielte er einige bekannte Stücke wie die Chromatische Fantasie und Fuge, das Italienische Konzert sowie die Choral-Präludien Nun komm, der Heiden Heiland (BWV 659) oder Ich ruf zu dir, Herr Jesu Christ (BWV 639) von Ferruccio Busoni.
Obwohl er Arnold Schönbergs Klavierkonzert häufig spielte und auch eine Aufnahme der einsätzigen Klaviersonate Alban Bergs vorlegte, gehörte die Musik des 20. Jahrhunderts nicht zu seinen Schwerpunkten.
In seinen letzten Konzertjahren nahm er mit seinem Sohn, dem Cellisten Adrian Brendel, die Cellosonaten von Beethoven auf. Im Musikmagazin Fono Forum bezeichnete Norbert Hornig diese erste Zusammenarbeit als äußerst „farbige und durchdachte Interpretation, deren Dichte und Spannung“ nicht nachlasse. Am 18. Dezember 2008 verabschiedete sich Brendel vom Konzertleben mit dem Jenamy-Klavierkonzert von Mozart; es spielten die Wiener Philharmoniker unter Charles Mackerras im Musikverein.
Nach seinem Rückzug aus dem Konzertleben war Brendel weiter als Autor und Dozent tätig und unterrichtete Pianisten und Kammermusiker. Er gab Meisterkurse und förderte den jungen amerikanischen Pianisten Kit Armstrong, den er 2004 erstmals traf. Er bezeichnete ihn als „Wunderkind“ und „größte musikalische Begabung“, der er in seinem „ganzen Leben begegnet“ sei.
2009 hatte Brendel neben Pierre-Laurent Aimard und Lang Lang einen Auftritt in dem Dokumentarfilm Pianomania. Der Film fand national und international großen Anklang, wurde bei vielen Festivals gefeiert und in den Katalog des Goethe-Instituts aufgenommen.
2016 erschien eine Edition mit 114 CDs. Sie umfasst sämtliche Aufnahmen, die bei Philips entstanden sind. In dem Jahr wurde Brendel auch mit dem Echo Klassik für sein Lebenswerk ausgezeichnet.

## Alfred Brendel als Essayist
Brendel war zudem ein Essayist, dessen Aufsätze zu musikalischen Themen in mehreren Sammelbänden vorliegen. In dem Band Nachdenken über Musik beschäftigte er sich mit Komponisten wie Beethoven, Schubert, Liszt und Busoni sowie mit Fragen der Interpretation. In einem Essay vergleicht er Schuberts Klaviersonaten mit denen Beethovens und versucht, Schuberts Eigenständigkeit gegenüber dem großen Vorbild herauszuarbeiten. Anders als der „Architekt“ Beethoven habe „Schubert wie ein Schlafwandler“ komponiert. Während Beethoven seine Musik in einen festen Rahmen spanne, setze Schubert mehr Vertrauen in die Direktheit der Emotionen. Die „Last der Form“ solle bei Schubert so leicht wie möglich wiegen.
Zwar festigten die Essays das Bild des intellektuellen Interpreten; Brendel selbst aber erklärte, er habe die Werke immer erst nach dem Spielen analysiert. Die Stücke sollten ihm „sagen, wie sie gemacht sind.“ Seit 1996 erschienen fünf Gedichtbände von Brendel.

## Schriften (Auswahl)

### Essays und Gespräche
- Nachdenken über Musik. Piper, München 1977, Neuausgabe 1996, ISBN 978-3492282444.
- Musik beim Wort genommen. Über Musik, Musiker und das Metier des Pianisten. Piper, München, Neuausgabe 1995, ISBN 3-492-18334-4.
- Über Musik. Gesammelte Essays, Vorträge und Reden. Piper, München 2005, ISBN 978-3-492-04783-8 (mit zahlreichen Abbildungen und Notenbeispielen).
- Ausgerechnet ich. Gespräche mit Martin Meyer. Piper, München 2006, ISBN 978-3-492-24479-4.
- Über Musik. Sämtliche Essays und Reden. Piper, München 2007, ISBN 978-3-492-24939-3.
- 'Monsieur Croches Dictionnaire de la musique, année 2010', in: Österreichische Musikzeitschrift 65 (2010), Nr. 7–8, S. 23–33 (gemeinsam mit Andreas Dorschel, David Hill, Laurenz Lütteken, Britta Sweers und Bettina Varwig).
- Nach dem Schlussakkord – Fragen und Antworten. Hanser, München 2010, ISBN 978-3-446-23482-6.
- A bis Z eines Pianisten: Ein Lesebuch für Klavierliebende. Hanser, München 2012, ISBN 978-3-446-23997-5.
- Wunderglaube und Mißtonleiter. Hanser, München 2014, ISBN 978-3-446-24618-8.
- Music, Sense and Nonsense. Collected Essays and Lectures. The Robson Press, London 2015.
- mit Peter Gülke: Die Kunst des Interpretierens. Gespräche über Schubert und Beethoven. Bärenreiter u. a., Kassel u. a. 2020, ISBN 978-3-7618-2509-9, (2. Auflage. ebenda 2021).
- Naivität und Ironie. Essays und Gespräche. Herausgegeben von Martin Meyer und Michael Krüger, Wallstein, Göttingen 2025, ISBN 978-3-8353-5784-6.

### Gedichtsammlungen
- Fingerzeig. 45 Texte, München 1996.
- Störendes Lachen während des Jaworts. Neue Texte, München 1997.
- Kleine Teufel. Neue Gedichte, München 1999.
- Ein Finger zuviel. 142 Gedichte, München 2000.
- Spiegelbild und schwarzer Spuk. Gesammelte und neue Gedichte. Mit Illustrationen von Max Neumann, Luis Murschetz, Oskar Pastior. Hanser, München 2003.

## Auszeichnungen und Ehrungen
- Brendel war Ehrendoktor u. a. der Universitäten von London, Oxford und Yale.
- Für seine Aufnahmen bekam Brendel mehrfach den Deutschen Schallplattenpreis.
- 1980: Joseph-Marx-Musikpreis des Landes Steiermark
- 1981: Ehrenmitglied der Hochschule (heute: Universität) für Musik und darstellende Kunst in Graz
- 1984: Frankfurter Musikpreis
- 1985: ausländisches Ehrenmitglied der American Academy of Arts and Sciences
- 1989: „Honorary Knight Commander“ der Order of the British Empire
- 1991: Aufnahme in den Orden Pour le Mérite für Wissenschaften und Künste
- 1992: Hans-von-Bülow-Medaille der Berliner Philharmoniker
- 1998: Ehrenmitglied der Wiener Philharmoniker
- 2001: MIDEM Classical Awards in Cannes (Lebenswerk)
- 2001: Edison Awards in Holland (Lebenswerk)
- 2001: Beethoven-Ring der Universität für Musik und darstellende Kunst in Wien[19]
- 2002: Léonie-Sonning-Musikpreis
- 2002: Robert-Schumann-Preis
- 2004: Ernst von Siemens Musikpreis verliehen
- 2005: Ehrenbürger seines tschechischen Heimatortes Loučná nad Desnou
- 2007: Ehrenring der Stadt Graz[20]
- 2007: Prix Venezia: Premio Artur Rubinstein[19]
- 2008: Herbert-von-Karajan-Musikpreis
- 2009: Musikpreis der Stadt Duisburg[21]
- 2009: Praemium Imperiale
- 2009: Aufnahme als ordentliches Mitglied der Deutschen Akademie für Sprache und Dichtung
- 2010: Goldenes Ehrenzeichen für Verdienste um das Land Wien
- 2011: Franz Liszt Ehrenpreis Weimar-Bayreuth[22]
- 2011: Juillard Medaille[19]
- 2012: Wahl in die Grammophone Hall of Fame[23]
- 2014: Goldene Mozartmedaille der Stiftung Mozarteum[24]
- 2016: ECHO Klassik (Lebenswerk)